# 徐绩

徐绩（？—1811年），字树峰，汉军正蓝旗人。清朝官员，举人出身。

## 生平
乾隆十二年举人（时隶正蓝旗汉军李伺京佐领下，载《钦定八旗通志：文举》）。曾任正蓝旗汉军第三叅领第一佐领（载《钦定八旗通志》）。乾隆时捐纳通判。乾隆三十四年，山东按察使。三十五年，工部侍郎、乌鲁木齐办事大臣。三十六年，升山东巡抚，治理小清河，乾隆帝赐诗《赐山东巡抚徐绩》。三十八年，上幸天津，迎谒，赐黄马褂。乾隆三十九年（1774年）他镇压王伦起义，在临清城南被围。脱身后搜捕王伦的弟弟王林、王柱。后任河南巡抚。四十三年，工部左侍郎。五十九年，正红旗汉军都统。嘉庆三年，乌什办事大臣。六年，宗人府府丞。嘉庆十年（1805年）辞官。十二年，重与鹿鸣宴。终年八十余岁。《清史稿：列传一百十九》、《國史列傳》有传。

## 家庭
- 家族有《通介堂徐氏先世传略》（载《国史列传》）。
- 祖父徐湛恩（1672-1755），康熙五十四年（1715年）乙未科武进士、禮部侍郎，有《通介堂诗稿》一卷。
- 父。
- 子徐锟（字秋潭，1768-1842），銮仪卫整仪尉升云麾使，乾隆五十六年（1791）迁陕西延安营参将；嘉庆十四年署福建陆路提督，十八年直隶正定镇总兵，升直隸提督；道光元年西安将军，道光二年以蓝翎侍卫赴任烏什辦事大臣（前任正蓝旗汉军巴哈布）、喀喇沙爾辦事大臣，道光九年荆州将军、道光十年西安将军、道光十二年福州将军、駐藏幫辦大臣（载《清實錄道光朝實錄》）。《國史列傳》有传。善书法，与兵部尚書、正蓝旗宗室禧恩，正蓝旗满洲、嘉庆六年进士秀堃相唱和。
- 孙达昌阿，甘肃平凉府知府。
- 族亲嘉庆二十五年进士、礼部尚书徐泽醇。其子体仁阁大学士徐桐。

## 延伸阅读
[在维基数据编辑]
 《清史稿/卷332》，出自趙爾巽《清史稿》